# Lipovka (Sverdlovsk)
|  | Per a altres significats, vegeu «Lipovka». |

Lipovka (en rus: Липовка) és un poble (un possiólok) de l'óblast de Sverdlovsk, a Rússia, segons el cens del 2010 tenia 62 habitants.